# 489 (szám)
A 489 (római számmal: CDLXXXIX) egy természetes szám, félprím, a 3 és a 163 szorzata.

## A szám a matematikában
A tízes számrendszerbeli 489-es a kettes számrendszerben 111101001, a nyolcas számrendszerben 751, a tizenhatos számrendszerben 1E9 alakban írható fel.
A 489 páratlan szám, összetett szám, azon belül félprím. Oktaéderszám. Kanonikus alakban a 31 · 1631 szorzattal, normálalakban a 4,89 · 102 szorzattal írható fel. Négy osztója van a természetes számok halmazán, ezek növekvő sorrendben: 1, 3, 163 és 489.
A 489 négyzete 239 121, köbe 116 930 169, négyzetgyöke 22,11334, köbgyöke 7,87837, reciproka 0,002045. A 489 egység sugarú kör kerülete 3072,47762 egység, területe 751 220,77692 területegység; a 489 egység sugarú gömb térfogata 489 795 946,6 térfogategység.